# Attacullaculla
Attacullaculla (Ca. 1710 til ca. 1778) var en af cherokesernes kendte høvdinge. Navnet staves også Attakullakulla eller Attakullaculla. Han var også kendt under navnene Ukwaneequa og Chuconunta. Englænderne kaldte ham "Little Carpenter" (Lille Tømrer), men dette var ikke en oversættelse af hans cherokesiske navn. Han blev kaldt Little Carpenter fordi han faktisk var lille (han beskrives som " ca. 5 fod høj", og det er kun godt 150 cm), og fordi han arbejdede med træ. Selve navnet Attacullaculla kommer af "Ada-ga-l-kala", der betyder noget i retning af "Træ, der læner sig på skrå"

## Baggrund og familie
Hvornår Attacullaculla er født vides ikke med sikkerhed i dag, men han var ung, da han omkring 1730 rejste til England og de fleste kilder antager at han var født omkring 1710. En enkelt kilde hævder, at han var 74 år gammel, da han døde omkring 1779, og så skulle han i givet fald være født i 1705. Han stammede fra en slægt af kendte høvdinge. Han mor (hos cherokeserne nedarvedes slægten og klanen gennem moderen) var søster til Old Hop (Connecorte), der var stammens overhøvding en kort perioden i slutningen af 1750'erne. En kilde fortæller, at Attacullaculla i virkeligheden tilhørte Miswakiha stammen, men at han var blevet kidnappet som barn, og adopteret af "moderens" klan. Under alle omstændigheder fortæller kilderne kun om hans far, at han var høvding.
Vi ved at Attacullaculla var gift, men kilderne fortæller ikke noget om hans hustru. Vi dog at han havde flere børn, den mest kendte var sønnen Dragging Canoe, der senere skulle blive sin fars modstander efter at denne afgav land til de hvide kolonister. Dragging Canoe blev leder af Chikamaugaerne, en gruppe af cherokesere, der nægtede at bøje sig for de hvide og efterhånden blev til en selvstændig stamme.

## England
Omkring 1730 kom englænderen Alexander Cuming til cherokeserne for at prøve at sikre at stammen forblev på engelsk side, og ikke skiftede til fransk side, hvilket var på tale. Da Cuming vendte hjem, tog han syv unge cherokeserkrigere med sig, for at præsentere dem for kongen. Blandt disse syv var en bror til den senere krigshøvding Oconostota, og også Attacullaculla, eller Ukwaneequa, som han dengang var kendt som. Dette navn betyder "Hvide Ugle", og det navn optræder han under i flere kilder, om end navnet staves forskelligt. Attacullculla var ikke egentligt medlem af delegationen, der blev præsenteret for den engelske konge, det var han for ung til, men han skulle ende med at blive den mest betydningsfulde af de syv.

## Tilbage i Amerika
Hvor længe Attacullaculla og de øvrige cherokesere blev i England vides ikke, men i 1736 var han i hvert fald tilbage i Amerika, hvor han i stammens råd argumenterede for, at man skulle "holde sig til England" i stedet for at støtte Frankrig. Omkring 1740 blev han fanget af franskmændene og ført til Canada, hvor han blev tilbageholdt, om end under ret frie forhold indtil 1748, hvor han blev frigivet. Attacullaculla blev den mest indflydelsesrige høvding i stammen, og omkring 1755 udpegede overhøvdingen, Old Hop ham som stammens talsmand i de forhandlinger man på det tidspunkt førte med England.

## Overhøvding
I slutningen af 1750'erne var cherokeserne i krig med de engelske kolonister i South Carolina. I begyndelsen af krigen fangende kolonisterne 32 cherokeserhøvdinge, som de holdt som gidsler. Attacullaculla var ikke blandt disse, men han fik forhandlet sig frem til, at 3 af høvdingene, heriblandt den kendte krigshøvding, Oconostota, blev frigivet. I 1760 blev Attacullaculla valgt som cherokeserstammens overhøvding (titelen var egentlig "kejser" – et påfund fra Alexcander Cuming). Han var en såkaldt "hvid høvding", eller fredshøvding. I fredstid blev stammen ledet af særlige fredshøvdinge, og deres "embedsdragt" var hvid i modsætning til krigshøvdingenes dragt, der var rød. På trods af at Attacullaculla var fredshøvding, var han mest kendt for sit mod og sin evne og vilje til at slås. Han deltog i adskillige krige sammen med krigshøvdingen Oconostota. I 1768 var det disse to høvdinge, som underskrev en traktat med England, hvor cherokserne afgav en stor del af deres område i North Carolina, herunder deres gamle "hovedstad", Keetoweh. Høvdingene mente, at de nu havde givet de hvide så meget land, at der var nok til dem alle, og at de derfor kunne leve i fred med cherokeserne i fremtiden, Efter at have underskrevet traktaten rejste Attacullaculla med skib til New York og derfra til Ohio. Her mødtes han med høvdinge fra shawneestammen for at forsøge at forhandle en fredsaftale mellem shawneeerne og cherokeserne. Det lykkedes dog ikke, men Attacullaclla vendte hjem som den mest berejste cherokeserhøvding. I 1775 var Attacullaculla en af underskriverne af den såkaldte Sycamore Shoals traktat, også kendt som The Henderson Land Purchase eller The Transylvania Land Purchase, hvor stammen solgte en stor del stammeland til europæiske handlesmænd. Dette førte til de såkaldte Chickamaugakrige, som skulle komme til at vare i 18 år.

## Endeligt
I 1775 trådte Attacullaculla tilbage som stammens overhøvding, efter at han var blevet kritiseret for at have solgt stammeland til europæere, og han blev afløst af Oconostota, der dog selv trak sig tilbage meget hurtigt efter. Oconostota udpegede Raven of Chota som krigshøvding og Attacullaculla udpegede Old Tassel som fredshøvding, men først i 1783 fik denne titlen officielt. I 1777 stod Attacullaculla offentlig frem for sidste gang ved underskrivelsen af en traktat (Long Island traktaten). Her måtte stammen afgive det tilbageværende land i South Carolina samt store områder i Tennessee. Attacullaculla døde kort efter, efter sigende af sorg, over den skæbne, der var overgået hans stamme. Hvor han er begravet vides ikke med sikkerhed i dag, men de fleste kilder formoder, at han er begravet i den gamle cherokeserbebyggelse, Natchey Town i Tennessee, hvor han boede i sine sidste år.

## Eksterne referencer
- Appletons Cyklopedia of American Biography
- Tennessees historie Arkiveret 6. februar 2006 hos  Wayback Machine
- Historien om Campbell County, Tennessee
- Cherokee baggrundshistorie